# Inachis
Inachis is een geslacht van vlinders uit de familie van de Nymphalidae, onderfamilie aurelia's (Nymphalinae).

## Soort
- Inachis io (Linnaeus, 1758) (Dagpauwoog)